# 北香湖公園
北香湖公園，位於臺灣嘉義市西區，東側與縱貫鐵路臨接，南側為博愛路（博愛陸橋），西側為文化路，北側面臨世賢路，緊鄰埤子頭植物園，面積約25公頃，僅次於嘉義公園，為嘉義市第二大公園，是定位為林業文化主題公園，也是西區最大的公園，目前為嘉義市的諸羅樹蛙棲息地之一。

## 名稱
北香湖公園，為嘉義市第二大公園，是定位為林業文化主題公園，嘉義市政府於2015年4月正式命名「北香湖公園」。北香湖公園原為1998年7月建造的「博愛公園」，後來公園擴建，都市計畫編號為公3，俗稱「嘉義市公三主題公園」預定地，完工後，由時任市長黃敏惠命名「北香湖公園」，原博愛公園融入成為北香湖公園的一部分，後來在2014年，時任市長涂醒哲上任後易名「香湖公園」。2019年，黃敏惠重掌市府，表示有意復名「北香湖公園」，目前已正式復名。

## 主要景觀

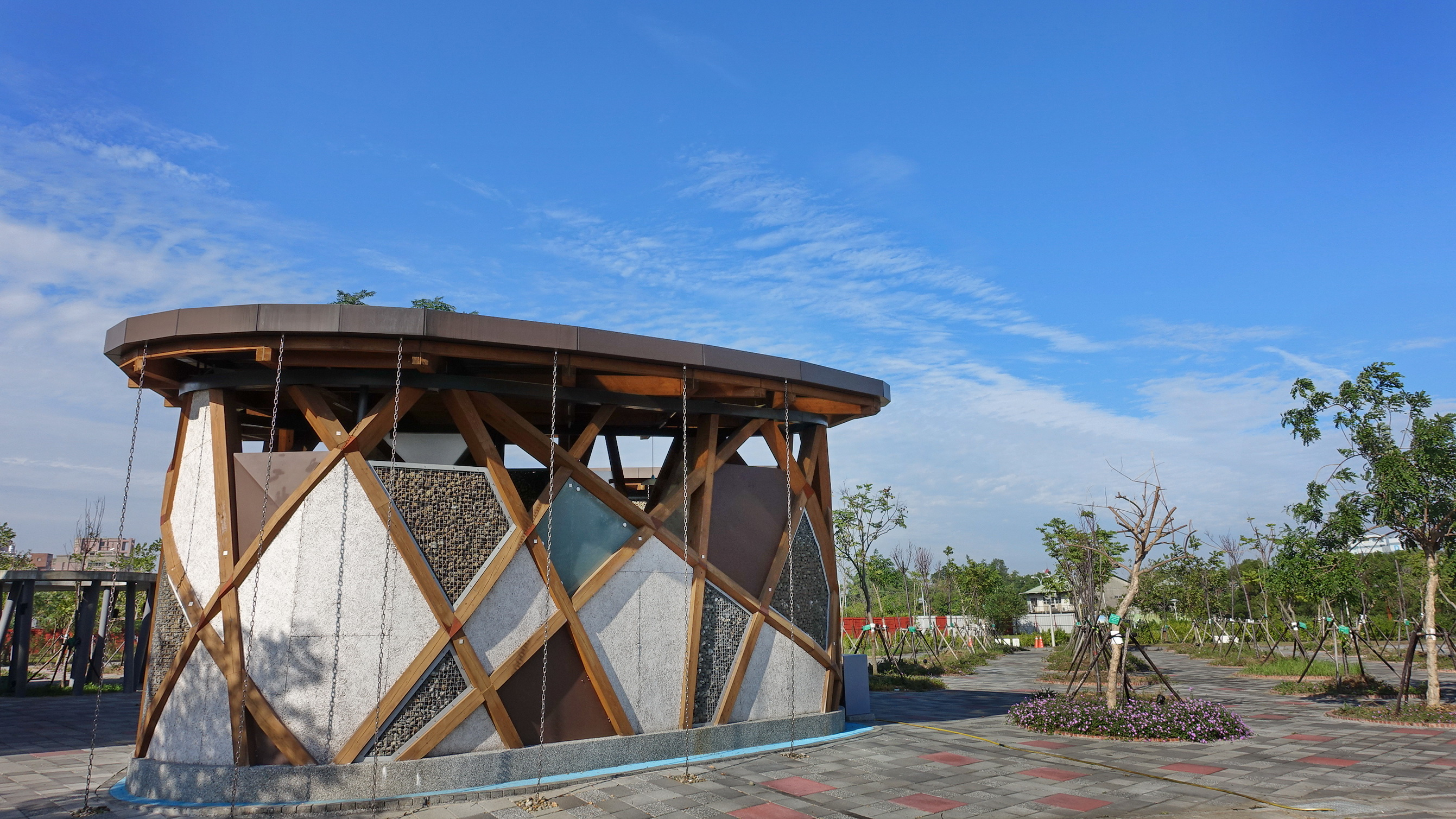
北香湖公園的洗手間
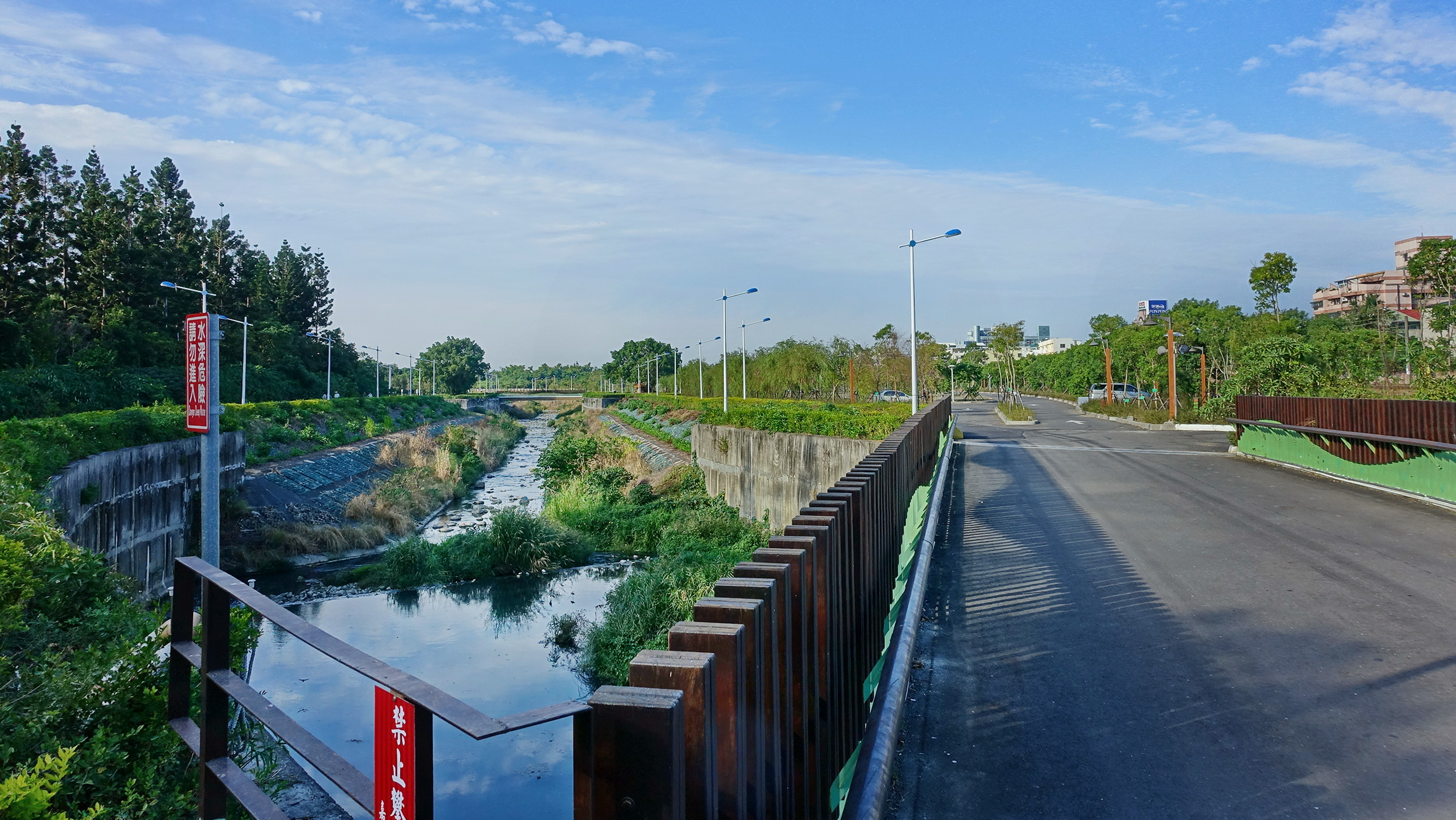
牛稠溪的支流嘉義北排水幹線穿越北香湖公園
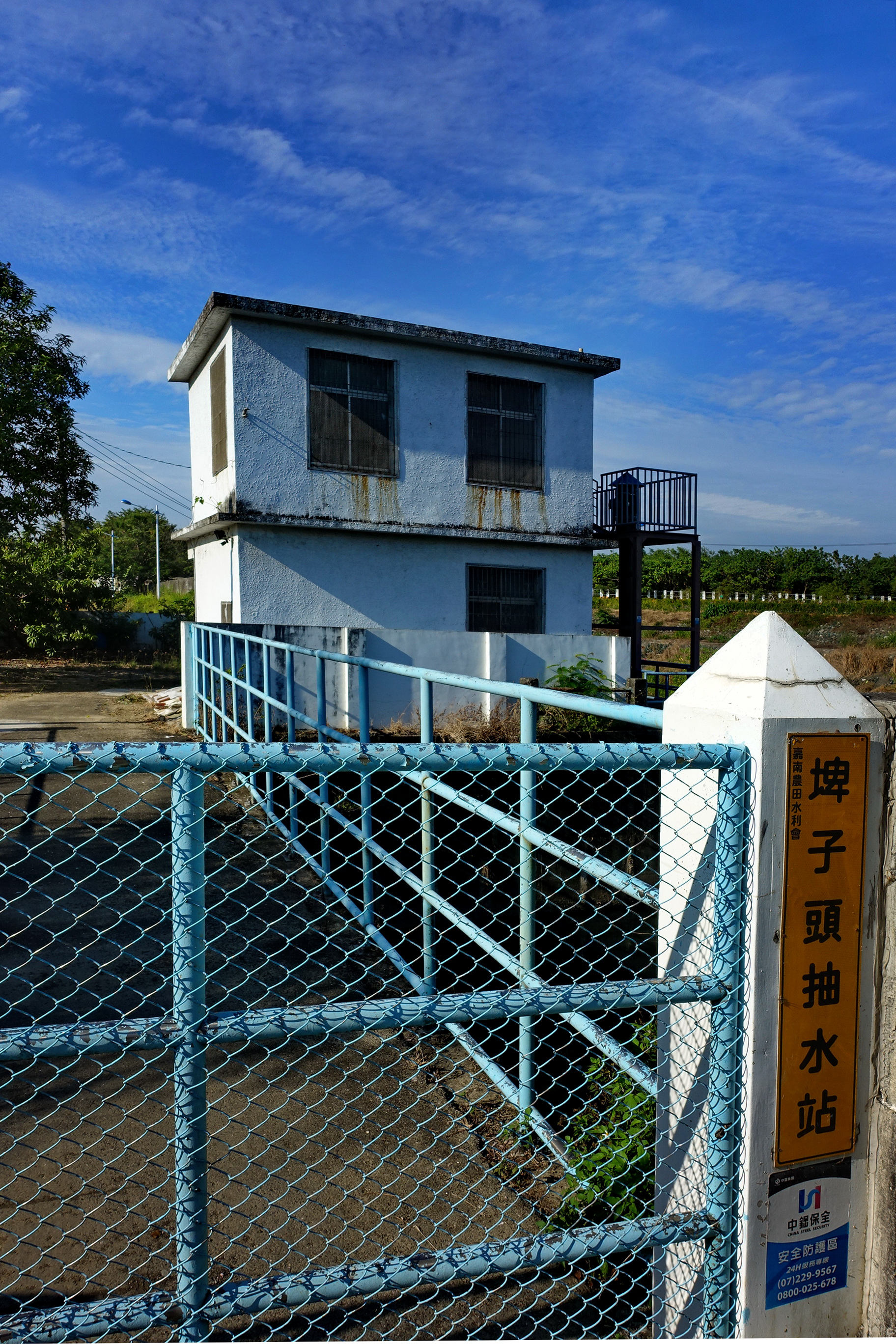
北香湖公園內的埤子頭抽水站

## 交通
嘉義市公車
| 編號                  | 經營業者 | 路線                                                            | 停靠站     |
| --------------------- | -------- | --------------------------------------------------------------- | ---------- |
| 光林我嘉線(黃線)      | 國光客運 | 嘉義市公車光林我嘉線 （港坪運動公園—蘭潭）                      | 北香湖公園 |
| 光林我嘉線支線(黃A線) | 國光客運 | 嘉義市公車光林我嘉線 （港坪運動公園—東洋新村1）                 | 北香湖公園 |
| 樂活9路               | 捷乘交通 | 嘉義市幸福巴士 （榮民醫院長照點—東洋新村—泰勒瓦莊園(僅限預約)） | 北香湖公園 |

## 外部連結
- 北香湖公園 - 嘉義市觀光旅遊網 （页面存档备份，存于）
- 北香湖公園 - 嘉義市政府建設處[]